# Bloomberg L.P.
Bloomberg LP er et amerikansk nyheds- og markedsdatabureau, specialiseret i at servicere finansverdenen. Børsmæglere udstyres normalt med en såkaldt Bloomberg Terminal forbundet direkte til Bloombergs systemer, hvorigennem de har adgang til nyheder, information og kommunikation.
Bloomberg LP blev stiftet i 1981 af Michael Bloomberg, der stadig ejer 88 procent af virksomheden. 
Bloomberg Media består af:
- Bloomberg TV
- Bloomberg Radio
- Bloomberg Magazine
- Bloomberg.com
- Bloomberg Press

## Adresse
499 Park Avenue
 
New York, NY 10022, USA